# 2008年夏季奧林匹克運動會手球比賽
2008年夏季奧林匹克運動會的手球比賽由8月9日至8月24日於北京國家體育館及北京奧體中心體育館舉行，為期16天，分別舉行男子手球及女子手球2個比賽小項，每個單項各有24支隊伍參與。最終男子手球及女子手球分別由法國及挪威雙雙首次奪得金牌。

## 各國金牌榜
| 排名   | 国家／地区 | 金牌 | 银牌 | 铜牌 | 總數 |
| ------ | ---------- | ---- | ---- | ---- | ---- |
| 1      | 法国       | 1    | 0    | 0    | 1    |
| 1      | 挪威       | 1    | 0    | 0    | 1    |
| 3      | 冰岛       | 0    | 1    | 0    | 1    |
| 3      | 俄罗斯     | 0    | 1    | 0    | 1    |
| 5      | 西班牙     | 0    | 0    | 1    | 1    |
| 5      | 韩国       | 0    | 0    | 1    | 1    |
| 總計： | 總計：     | 2    | 2    | 2    | 6    |

## 參賽球隊

### 男子
| 國家   | 出席資格                 |
| ------ | ------------------------ |
| 中國   | 主辦國                   |
| 德国   | 2007年世界手球錦標賽冠軍 |
| 丹麦   | 歐洲手球錦標賽冠軍       |
|        | 亞洲區外圍賽出線球隊     |
| 埃及   | 非洲國家盃冠軍           |
| 巴西   | 泛美運動會出線球隊       |
| 波蘭   | 奧運外圍賽出線球隊       |
| 冰島   | 奧運外圍賽出線球隊       |
| 法國   | 奧運外圍賽出線球隊       |
| 西班牙 | 奧運外圍賽出線球隊       |
|        | 奧運外圍賽出線球隊       |
| 俄羅斯 | 奧運外圍賽出線球隊       |

### 女子
| 國家     | 出席資格                     |
| -------- | ---------------------------- |
| 中國     | 主辦國                       |
| 俄羅斯   | 2007年世界女子手球錦標賽冠軍 |
| 挪威     | 2006年歐洲女子手球錦標賽冠軍 |
|          | 亞洲區外圍賽出線球隊         |
| 安哥拉   | 非洲國家盃冠軍               |
| 巴西     | 泛美運動會出線球隊           |
| 德国     | 奧運外圍賽出線球隊           |
| 瑞典     | 奧運外圍賽出線球隊           |
| 羅馬尼亞 | 奧運外圍賽出線球隊           |
| 匈牙利   | 奧運外圍賽出線球隊           |
| 法國     | 奧運外圍賽出線球隊           |
|          | 奧運外圍賽出線球隊           |

## 各項成績
| 項目             | 金牌 | 银牌 | 铜牌 |
| 男子手球（詳細） | 法國 · 贝特朗·吉勒 · 塞德里克·帕蒂 · 热罗姆·费尔南德斯 · 奥利维耶·吉罗 · 吕克·阿巴洛 · 若埃尔·阿巴蒂 · 塞德里克·比尔代 · 米夏埃尔·吉古 · 达尼埃尔·纳西斯 · 达乌达·卡拉布埃 · 迪爾里·奧梅耶 · 尼古拉·卡拉巴蒂奇 · 迪迪埃·迪纳尔 · 纪尧姆·吉勒 · 克里斯托夫·肯佩                                   | 冰島 · 斯蒂德拉·奥斯吉尔松 · 阿诺尔·阿特拉松 · 洛吉·吉尔松 · 斯诺里·格维兹永松 · 赫雷扎尔·格维兹门松 · 罗伯特·贡纳松 · 比约格温·保德尔·古斯塔夫松 · 奥斯吉尔·厄恩·哈德格里姆松 · 因吉蒙迪尔·因吉蒙达松 · 斯韦勒·安德烈亚斯·雅各布松 · 亚历山大·彼得松 · 格维兹永·瓦吕尔·西于尔兹松 · 西格富斯·西于尔兹松 · 奥拉维尔·斯特凡松 | 西班牙 · 戴维·巴鲁费特 · 约恩·贝劳斯特吉 · 戴维·戴维斯 · 阿尔韦托·恩特雷里奥斯 · 劳尔·恩特雷里奥斯 · 鲁文·加拉瓦亚 · 胡安宁·加西亚 · 何塞·哈维尔·翁布拉多斯 · 德梅特里奥·洛萨诺 · 克里斯蒂安·马尔马格罗 · 卡洛斯·普列托 · 阿尔韦特·罗加斯 · 伊凯尔·罗梅罗 · 维克托·托马斯 |
| 女子手球（詳細） | 挪威 · 通耶·拉森 · 约丽尔·斯诺勒根 · 克里斯蒂娜·伦德 · 卡罗利妮·迪勒·布雷旺 · 埃尔塞·玛特·瑟尔莉·吕贝克 · 朗希尔·奥莫特 · 马丽特·玛尔姆·弗拉菲尤 · 通耶·内斯特沃尔 · 卡特娅·尼贝格 · 卡丽·奥尔维克·格里姆斯伯 · 琳-克丽斯廷·瑞格尔胡什 · 卡丽·梅特·约翰森 · 卡特琳·伦德·哈拉尔德森 · 格萝·哈默森 | 俄羅斯 · 纳塔利娅·希皮洛娃 · 叶卡捷琳娜·马连尼科娃 · 奥克萨娜·罗缅斯卡娅 · 叶米利娅·图雷 · 叶卡捷琳娜·安德留申娜 · 叶连娜·波列诺娃 · 玛丽亚·西多罗娃 · 柳德米拉·波斯诺娃 · 因娜·苏斯林娜 · 扬娜·乌斯科娃 · 伊琳娜·布利兹诺娃 · 安娜·卡列耶娃 · 伊琳娜·波尔托拉茨卡娅 · 叶连娜·德米特里耶娃                                   | · 金南善 · 宋海林 · 许顺荣 · 吴成玉 · 文弼姬 · 吴英兰 · 朴贞嬉 · 裴珉姬 · 安贞花 · 李珉希 · 金溫兒 · 崔任贞 · 洪廷昊 · 金且妍 |

## 外部連結
- 本屆奧運各項項目比賽時間表